# Gasolina

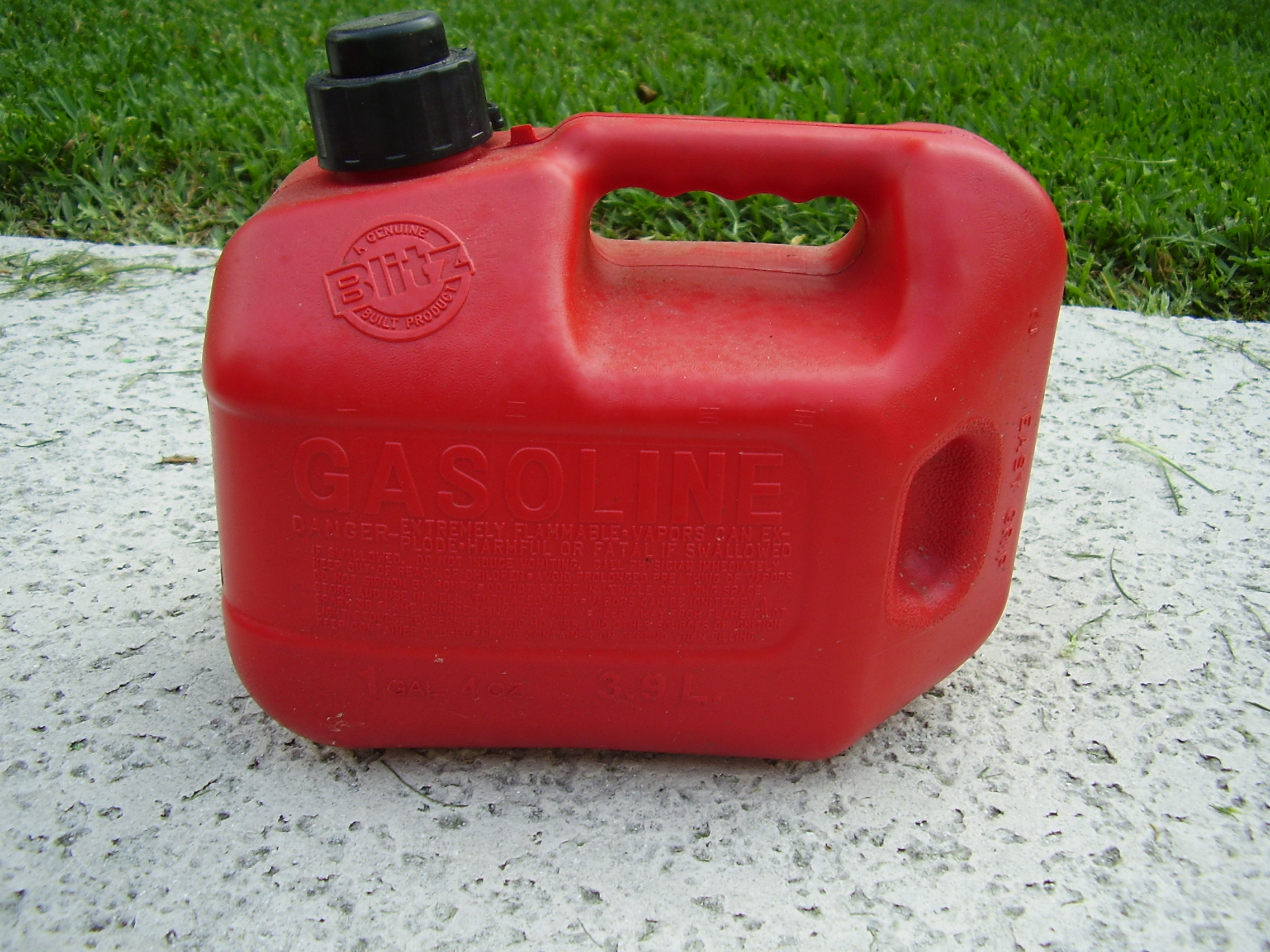
Gasolina

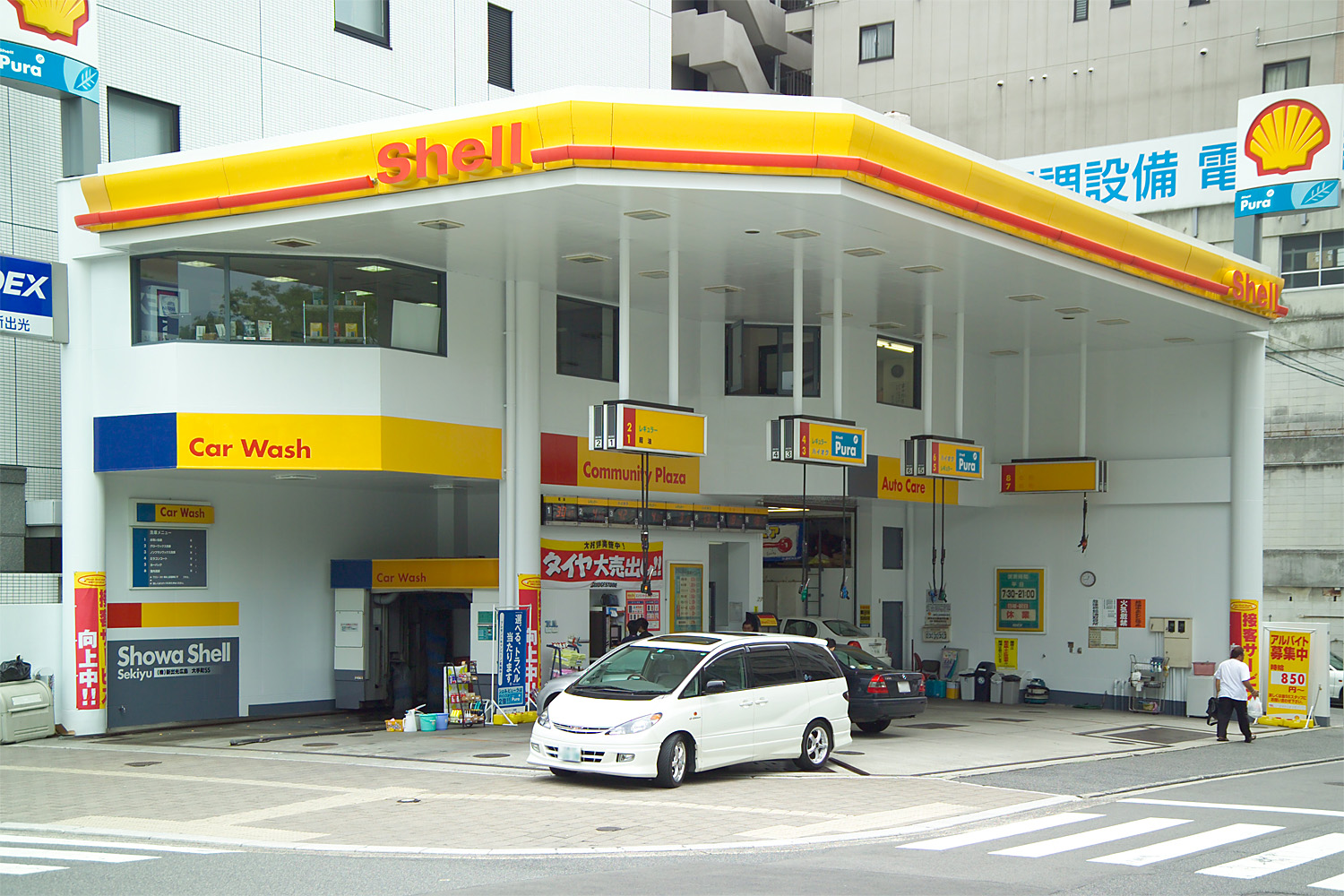
Una gasolinera

La gasolina, benzina o essència és una barreja d'hidrocarburs derivada del petroli que s'utilitza com a combustible en motors de combustió interna. Té un poder calorífic molt elevat, d'uns 46 MJ/kg.

## Etimologia i denominació
En els productes derivats del petroli, sol haver-hi confusió a causa del fet que es denominen amb el mateix nom substàncies diferents i al mateix temps un producte pot rebre diferents noms. A aquest fet s'hi afegeixen molt sovint traduccions defectuoses, degudes a l'existència dels falsos amics.
La paraula gasoline (o "gasolene") és un terme nord-americà de mitjan segle xix Aquest mot mai no va ser registrat, i amb el temps es va convertir en una paraula genèrica als Estats Units i a les Filipines. A l'Amèrica del Nord aquesta paraula s'abrevia com a gas, la qual no s'ha de confondre amb combustibles com el gas natural o el gas butà.
La paraula petrol s'ha utilitzat en anglès per a referir-se al petroli brut d'ençà del segle xvi. No obstant això, va ser emprada per la primera vegada per designar el combustible refinat el 1892, quan va ser registrada com a nom comercial per la petroliera britànica Carless, Capel & Leonard per suggeriment de Frederick Simms Richard. Els competidors de Carless utilitzaren el terme motor spirit fins a la dècada del 1930. El Diccionari Anglès d'Oxford suggereix que aquest ús pot haver estat inspirat pel mot francès pétrole. Aquest mot és el que s'empra preferentment en l'anglès britànic.
La gasolina té també altres noms col·loquials derivats de la paraula benzè: benzin en alemany, bencina o benzina en castellà i benzina en català. A més, a l'Argentina, Uruguai i Paraguai es coneix com a nafta.

## Fabricació
La gasolina s'obté del petroli brut en una refineria. En general s'obté a partir de la nafta de destil·lació directa, que és la fracció líquida més lleugera del petroli (exceptuant els gasos). La nafta també s'obté a partir de la conversió de fraccions pesades del petroli (gasoli de buit) en unitats de procés denominades FCC (craqueig catalític fluïditzat) o d'hidrocraqueig.
Han d'acomplir-se una sèrie d'especificacions requerides perquè el motor funcioni bé i altres de tipus ambiental, ambdues regulades per la llei en la majoria dels països. L'especificació més característica és l'índex d'octà, que indica la seva tendència a detonar.
Hi ha diferents tipus de gasolines comercials, classificades en funció del seu índex d'octà. La gasolina més venuda a Europa (2004) té un MON (Motor Octane Number) mínim de 85 i un RON (Research Octane Number) mínim de 95.

## Components
La gasolina està composta per una mescla dels hidrocarburs octà i nonà. Normalment es considera nafta la fracció del petroli que el seu punt d'ebullició estigui aproximadament entre 28 i 175 °C (llindar que varia en funció de les necessitats comercials de la refineria). A la vegada, aquest subproducte se subdivideix en nafta lleugera (fins a uns 100 °C) i nafta pesada (la resta). La nafta lleugera és un dels components de la gasolina, amb uns índexs d'octà entorn de 70. La nafta pesada no té la qualitat suficient per a ser utilitzada per aquesta fi, i el seu destí és la transformació mitjançant reformat catalític, procés químic pel qual s'obté també hidrogen, a la vegada que s'augmenta l'índex d'octà d'aquesta nafta.
A més de la nafta reformada i la nafta lleugera, altres components que s'usen en la formulació d'una gasolina comercial són la nafta de FCC, la nafta lleugera isomeritzada, la gasolina de piròlisi desbenzenitzada, butà, butens, MTBE, ETBE, alquilat i etanol. Les fórmules de cada refineria solen ser diferents (fins i tot pertanyent a les mateixes companyies), en funció de les unitats de procés de què disposin i segons sigui estiu o hivern.
La nafta és obtinguda per un procés anomenat craqueig catalític fluid (de vegades denominada gasolina de FCC) de gasoli pesat. Si no està refinada pot tenir fins a 1000 ppm de sofre. Té al voltant del 40% d'aromàtics i 20% d'olefines. Els seus índexs d'octà (MON/RON) són entorn de 80/93.
La nafta lleugera isomeritzada (isomerat) s'obté a partir de la nafta lleugera de destil·lació directa, mitjançant un procés que usa catalitzadors sòlids en base platí/alumini o zeolítics. És un component lliure de sofre, benzè, aromàtics i olefines, amb uns índexs d'octà (MON/RON) entorn de 87/89.
La gasolina de pòlisis desbenzenitzada s'obté com subproducte de la fabricació d'etilè a partir de nafta lleugera. Està composta aproximadament pel 50% d'aromàtics (toluè i xilens) i 50% d'olefines (isobutè, hexens). Té entorn de 200 ppm de sofre. El benzè que conté en origen sol ser purificat i venut com matèria primera petroquímica. Els seus índexs d'octà (MON/RON) estan entorn de 85/105
L'alquilat s'obté a partir d'isobutà i butens, mitjançant un procés que usa catalitzadors àcids (bé àcid sulfúric, bé àcid fluorhídric). Tampoc té sofre, benzè, aromàtics ni olefines. Els seus índexs d'octà (MON/RON) estan entorn de 94/95.

## Additius

### Plom
La gasolina, quan s'utilitza en motors de combustió interna amb una alta relació de compressió, té una tendència a autoinflamar-se (detonació) causant un dany "motor colpejant" (també anomenat "ping" o "piquen") el soroll. Les primeres investigacions en aquest sentit va ser dirigida per A.H. Gibson i Harry Ricardo d'Anglaterra i Thomas Midgley i Boyd Thomas als Estats Units. El descobriment que els additius de plom modificaven aquest comportament va donar lloc a l'adopció generalitzada del seu ús en la dècada de 1920 i, per tant, motors més potents d'alta compressió. L'additiu més popular va ser tetraetil de plom. Es va utilitzar de forma continuada durant dècades tot i la mort de diversos membres dels equips d'investigació originals per intoxicació per plom. La publicitat deliberadament va evitar esmentar explícitament plom, i en el seu lloc es va utilitzar la paraula "ethyl". No obstant això, amb el descobriment de la magnitud dels danys ambientals i de salut causats pel plom, i la incompatibilitat de plom amb convertidors catalítics que es troben en pràcticament tots els nous automòbils venuts als EUA des de 1975, aquesta pràctica va començar a decaure (encoratjada per molts governs amb la introducció d'impostos diferencials) en la dècada de 1980. La majoria dels països estan eliminant el combustible amb plom; diferents additius han substituït els compostos de plom. Els additius més populars són els hidrocarburs aromàtics, èters i l'alcohol (generalment etanol o metanol). Als EUA, on el plom s'havia barrejat amb la gasolina (principalment per augmentar els nivells d'índex d'octà) des de la dècada de 1920, les normes per eliminar la gasolina amb plom es van implementar per primera vegada el 1973 - a conseqüència en gran part dels estudis realitzats per Philip J. Landrigan. El 1995, el combustible amb plom representava només el 0,6% de les vendes totals de gasolina i menys de 2.000 tones de plom per any. Des de l'1 de gener de 1996, la Llei d'Aire Net va prohibir la venda de combustible amb plom per a l'ús en vehicles de carretera. La possessió i l'ús de benzina amb plom en un vehicle normal de carretera ara té una multa màxima de 10.000 $ als EUA. No obstant això, el combustible amb plom pot continuar a la venda per a ús fora de carretera, inclosos avions, cotxes de curses, equip agrícola i motors marins. Prohibicions similars en altres països s'han traduït en la reducció dels nivells de plom en el torrent sanguini de les persones.
Un efecte secundari dels additius de plom és la protecció dels seients de les vàlvules del desgast. Molts motors de cotxes clàssics han hagut de modificar l'ús de combustibles sense plom, ja que els combustibles amb plom van deixar d'estar disponibles. No obstant això, "El plom substituir" els productes també es produeixen i, de vegades es pot trobar en botigues recanvis de l'automòbil. Aquests van ser provats científicament i algunes van ser aprovades per la Federació Britànica de Clubs de Vehicles Històrics de motor del Regne Unit Associació de la Indústria de Recerca (MIRA) el 1999 [18].
En algunes parts d'Amèrica del Sud, Àsia, Europa de l'Est i Orient Mitjà, la gasolina amb plom es troba encara en ús. La gasolina amb plom va ser eliminat en l'Àfrica subsahariana a partir de l'1 gener del 2006. Un nombre creixent de països han elaborat plans per prohibir la gasolina amb plom en un futur pròxim.

### MMT
El metilciclopentadienil tricarbonil de manganès (MMT) ha estat utilitzat durant molts anys al Canadà i recentment a Austràlia per augmentar l'índex d'octà. També ajuda als cotxes antics dissenyats per emprar combustible amb plom a funcionar amb gasolina sense plom sense necessitat d'additius per evitar problemes en les vàlvules.
L'Agència de Protecció del Medi ambient dels Estats Units (EPA) està preocupada per la neurotoxicitat del manganès, [20] mentre que un important estudi canadenc va arribar a la conclusió que l'MMT disminueix l'eficàcia dels controls d'emissions als automòbils i augmenta la contaminació dels vehicles de motor.

## Índex d'octà
Els motors de combustió interna estan dissenyats per cremar la gasolina en un procés controlat anomenat deflagració. Però en alguns casos, la benzina també pot cremar de forma anormal amb una detonació, que desaprofita energia i pot danyar el motor. Una manera de reduir la detonació és augmentar l'índex d'octà de la gasolina, que s'expressa pel seu índex d'octà.
L'índex d'octà es mesura en relació amb una barreja de 2,2,4-trimetilpentà (conegut també com a iso-octà) i heptà. Hi ha diferents convencions per a expressar índexs d'octà de manera que un combustible pot tenir diverses classificacions diferents d'octans segons la base de la mesura utilitzada.
L'índex d'octà es va convertir en important quan l'exèrcit va buscar millorar el motor d'aviació a partir de la fi dels anys 30 del segle passat. Un major índex d'octà permet una major relació de compressió i, per tant, arribar a temperatures i pressions més altes, la qual cosa es tradueix en una major potència i rendiment. Tot i l'augment del rendiment, existeix una preocupació per la salut, ja que la crema no controlada de la gasolina produeix grans quantitats de sutge.

## Riscos per a la salut
Molts dels hidrocarburs no alifàtics presents de manera natural en la gasolina (especialment els aromàtics com el benzè), així com molts additius antidetonants, són cancerígens. A causa d'això, qualsevol fuita a gran escala de gasolina representen una amenaça per a la salut pública i el medi ambient, la gasolina hauria d'arribar a un públic de subministrament públic d'aigua potable. Els riscos principals d'aquestes filtracions no provenen dels vehicles, però per accidents de camió de repartiment de gasolina i les fuites dels tancs d'emmagatzematge. A causa d'aquest risc, la majoria de tancs d'emmagatzematge (subterranis) tenen ara àmplies mesures per detectar i prevenir qualsevol fuga, com ara ànodes de sacrifici. La gasolina és bastant inestable (el que significa que s'evapora fàcilment), que requereixen que els tancs d'emmagatzematge en terra i en els vehicles estiguin degudament segellats. L'alta volatilitat també significa que fàcilment s'encendrà quan faci calor, a diferència del dièsel, per exemple. Una ventilació adequada és necessària per assegurar el nivell de pressió és similar a l'interior i exterior. La gasolina també reacciona perillosament amb certs productes químics comuns.
La gasolina és també una de les fonts de gasos contaminants. Fins i tot la gasolina, que no contenen compostos de plom o sofre produeix diòxid de carboni, òxids de nitrogen i monòxid de carboni en els gasos d'escapament del motor que hi ha a ella. D'altra banda, la gasolina sense cremar i l'evaporació del tanc, quan en l'atmosfera, reaccionen a la llum solar per produir boirum fotoquímic. L'addició d'etanol augmenta la volatilitat de la gasolina.
Per mal ús com inhalants, la benzina també contribueix al dany a la salut. Les concentracions de la gasolina tan baixos com 0,25 ppm [edita] (0000 025%) es pot olorar per la majoria de la gent. La inhalació de gasolina és una forma comuna de drogaddicció per a moltes persones i s'ha convertit en epidèmia en les comunitats més pobres i grups indígenes d'Amèrica, Austràlia, Canadà, Nova Zelanda i algunes illes del Pacífic. [27] En resposta, el combustible Opal ha estat desenvolupat per la refineria de BP Kwinana a Austràlia, i conté només el 5% de compostos aromàtics (a diferència de l'habitual 25%) que inhibeix els efectes de la inhalació. [28]
Igual que altres alcans, crema la gasolina en una gamma limitada de la seva fase de vapor i, amb la seva volatilitat, això fa que les fuites d'alta perillositat, quan les fonts d'ignició. La gasolina té un límit inferior d'explosió d'1,4% en volum i un límit superior d'explosibilitat de 7,6%. Si la concentració és inferior a 1,4%, la barreja aire-benzina és molt pobre i no s'encendrà. si la concentració és superior a 7,6%, la barreja és massa rica i no s'encendrà. No obstant això, el vapor de la gasolina es barreja ràpidament i es propaga amb l'aire el que la gasolina sense restriccions ràpidament inflamables. Molts dels accidents involucren la gasolina s'utilitza en un intent d'encendre fogueres, en lloc d'ajudar els materials de la foguera per cremar, una part de la gasolina s'evapora ràpidament després que s'aboca i es barreja amb l'aire circumdant, de manera que quan s'encén el foc un moment més tard, el vapor al voltant de la foguera s'encén a l'instant en una gran bola de foc, que envolta a l'usuari incaut. El vapor és més pesat que l'aire i tendeix a acumular-se en les fosses dels garatge amb el consegüent risc.

## Història de la gasolina a Espanya
La primera gasolina comercialitzada a l'Estat espanyol, amb plom i de 85 octans, no va tenir cap denominació particular. Als anys 80 i amb l'evolució dels motors es va augmentar l'índex d'octà a 91, i al seu torn es va començar a comercialitzar una benzina amb plom de major índex d'octà, de 97, a la qual van denominar gasolina súper. Així, l'anterior gasolina va començar a denominar-se gradualment com a gasolina normal. D'aquesta manera les gasolineres van oferir durant molts anys gasolina normal de 91 octans i Gasolina súper de 97 octans.
El 1989 es va començar a Espanya a comercialitzar en massa els motors que utilitzaven gasolina sense plom, amb el que va començar la comercialització de les gasolines denominades Sense Plom 95 i Sense Plom 98. Aquesta era necessària perquè el plom era incompatible amb els catalitzadors per a netejar les fums. D'ençà mitjan anys 1990 l'ús de gasolines sense plom va començar a ser notablement superior al de les gasolines amb plom (a la fi del 1999 40% de tots els cotxes que circulaven per les carreteres espanyoles usaven gasolines amb plom), per la qual cosa al llarg de la dècada es va anar retirant del mercat la gasolina Normal 91, amb menys i menys demanda. Aleshores tan sols romania la Gasolina Súper 97 com à gasolina amb plom.
Quan la Unió Europea va aprovar la normativa en què es retirarien totes les gasolines amb plom del mercat abans de gener de 2001, a Espanya li van concedir una pròrroga donada la quantitat de vehicles que encara necessitaven combustible amb plom. A partir d'agost de 2001 van començar a retirar a poc a poc la Gasolina Súper 97 amb plom, per finalment, el gener de 2002, prohibir per llei la comercialització de qualsevol tipus de gasolina amb plom. A l'abril de 2001, el consum de gasolina súper representava el 28,5% del total de les gasolines.
D'altra banda, les petrolieres van oferir un substitut a la Gasolina Súper 97 amb plom que van introduir en el seu mercat al mateix temps que retiraven aquesta. Cadascuna va donar un nom diferent: Repsol YPF «Nova Súper 97»; Cepsa, «Nova súper», i BP, «BP Ecosúper 97 amb substitutiu del plom». Aquestes noves gasolines, lleugerament més cares, incloïen un additiu basat en potassi (K) que reemplaça el plom. Tot i així i tot i ser menys contaminant que el plom, el Govern en va ordenar la retirada per a la fi de 2005. L'objectiu fonamental consistia en la retirada massiva de vehicles que consumeixen en excés i produeixen molta contaminació, degut en gran part per no posseir catalitzador (únicament possible d'usar en motors de combustible sense plom). També l'alt preu d'aquest substitutiu en va motivar la retirada. El 2004, el consum de gasolina súper representava el 12% del total de les gasolines.
A partir de 2006 a les gasolineres només existien Sense Plom 95 i Sense plom 98. Els que volguessin utilitzar motors que no suporten gasolines sense plom ni substitutius, podrien adquirir el substitutiu de potassi a part i barrejar amb la gasolina, encara que es recomanava en la mesura del possible condicionar el motor per poder usar-se amb gasolina sense plom, i dotar-lo d'un catalitzador.
Repsol YPF actualment comercialitza les benzines sense plom Repsol Efitec 95 i Efitec 98 amb menys de 10 ppm de sofre si bé encara distribueix una benzina d'aviació, l'AVGAS 100LL amb plom, degut a les necessitats especials dels motors d'explosió aeronàutics.

## Precaucions i efectes sobre la salut
| NFPA 704                         |
| -------------------------------- |
| 3 1 0                            |
| Diamant de foc per a la gasolina |

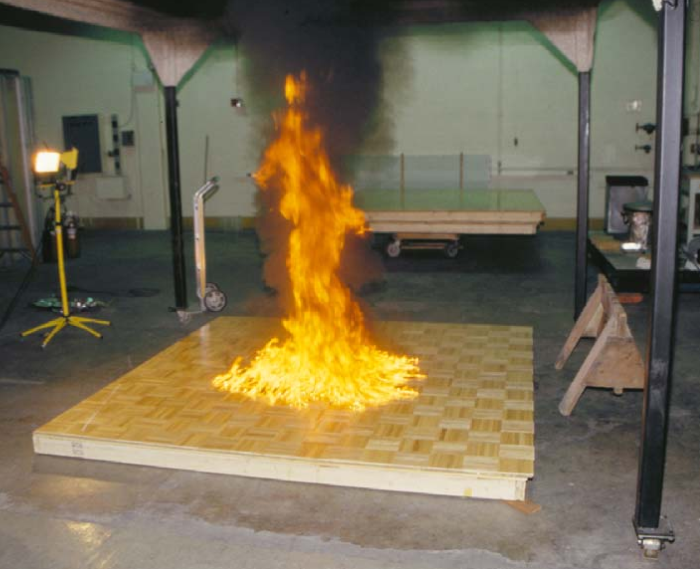
La combustió incontrolada de la gasolina produeix grans quantitats de sutge.

Molts dels hidrocarburs alifàtics present de manera natural en la gasolina (especialment els aromàtics com el benzè), així com molt additius anti-detonants, són cancerígens.
Les fuites a gran escala de gasolina representen una amenaça per a la salut pública i el medi ambient, ja que contaminen l'aigua, especialment els aqüífers, fent-los no potables. El principals perill es troba en les pèrdues dels tancs d'emmagatzematge subterrani. A causa d'aquest risc, la major part dels tancs d'emmagatzematge subterranis tenen mesures per detectar i prevenir qualsevol fuga, com ara ànodes de sacrifici.
La gasolina s'evapora fàcilment i és fàcilment inflamable, la qual cosa requereix que els tancs d'emmagatzematge i els dipòsits dels vehicles estiguin degudament segellats, per evitar pèrdues i evitar possibles incendis pel contacte amb focus d'ignició. És necessària un sistema de ventilació adequada per assegurar que el nivell de pressió és similar a l'interior i exterior dels tancs d'emmagatzematge per a evitar col·lapses o explosions.
La benzina és també una font de contaminants, per una banda la seva combustió en els motors produeix l'emissió de diòxid de carboni, òxids de nitrogen, diòxid de sofre, monòxid de carboni i hidrocarburs en els gasos d'escapament i per l'altre l'evaporació dels tancs de combustible, especialment en les gasolines on s'ha barrejat etanol el qual n'augmenta la volatilitat, afegeix més compostos orgànics volàtils (COVs) a l'aire. Aquestes substàncies reaccionen amb l'ajuda de la llum solar en l'atmosfera per produir boirum. L'ús de gasolines que no contenen compostos de plom permet emprar catalitzadors i disminuir les emissions d'òxid de nitrogen, hidrocarburs sense cremar i monòxid de carboni, mentre que l'eliminació del sofre acaba amb les emissions de diòxid de sofre.

### Inhalació
L'ús de la gasolina com una droga inhalant és un fet que s'ha convertit en una epidèmia a les comunitats més pobres, especialment entre els grups indígenes d'Austràlia, Canadà, Nova Zelanda i algunes illes del Pacífic.
En resposta, la refineria de BP Kwinana a Austràlia ha desenvolupat el combustible Opal amb només un 5% de compostos aromàtics en lloc del 25% que contenen la majoria de les benzines. Això permet debilitar els efectes de la inhalació i combatre aquesta pràctica entre les comunitats natives.

## Estabilitat i emmagatzematge
Una gasolina de bona qualitat ha de ser estable gairebé indefinidament si es conserva adequadament. L'emmagatzematge s'ha de fer en un recipient hermètic, per evitar-ne l'oxidació o la barreja amb el vapor d'aigua, i a una temperatura baixa estable, per reduir la possibilitat que el contenidor pateixi fuites. Quan la gasolina no s'emmagatzema correctament i es deixa durant un període, es formen gomes i vernissos que acaben precipitant en la gasolina, "el combustible és vell". Això pot causar que s'acumulin reïnes en el tanc de combustible, línies i components de carburador o d'injecció de combustible per la qual cosa és més difícil d'arrencar el motor, fins al punt d'obligar a fer una neteja manual de les peces afectades, si bé en els casos menys greus amb la represa de l'ús regular del vehicle, el precipitat pot ser eliminat pel flux de la gasolina fresca. Es poden emprar estabilitzadors de combustible per allargar la vida útil del combustible quan aquests s'han d'emmagatzemar durant un llarg temps, especialment en els motors petits com els motors de talladora de gespa i un tractor per promoure la més ràpida i més fiable de partida. Els usuaris han de tenir la precaució de mantenir els recipients i tancs de benzina a més de la meitat i ben tapats per a reduir l'exposició a l'aire, així com evitar la seva exposició a temperatures elevades, per executar un motor de deu minuts per fer circular l'estabilitzador a través de tots els components abans del seu emmagatzematge, i fer funcionar el motor a intervals per a purgar el combustible envellit del carburador.